# Пыльная буря

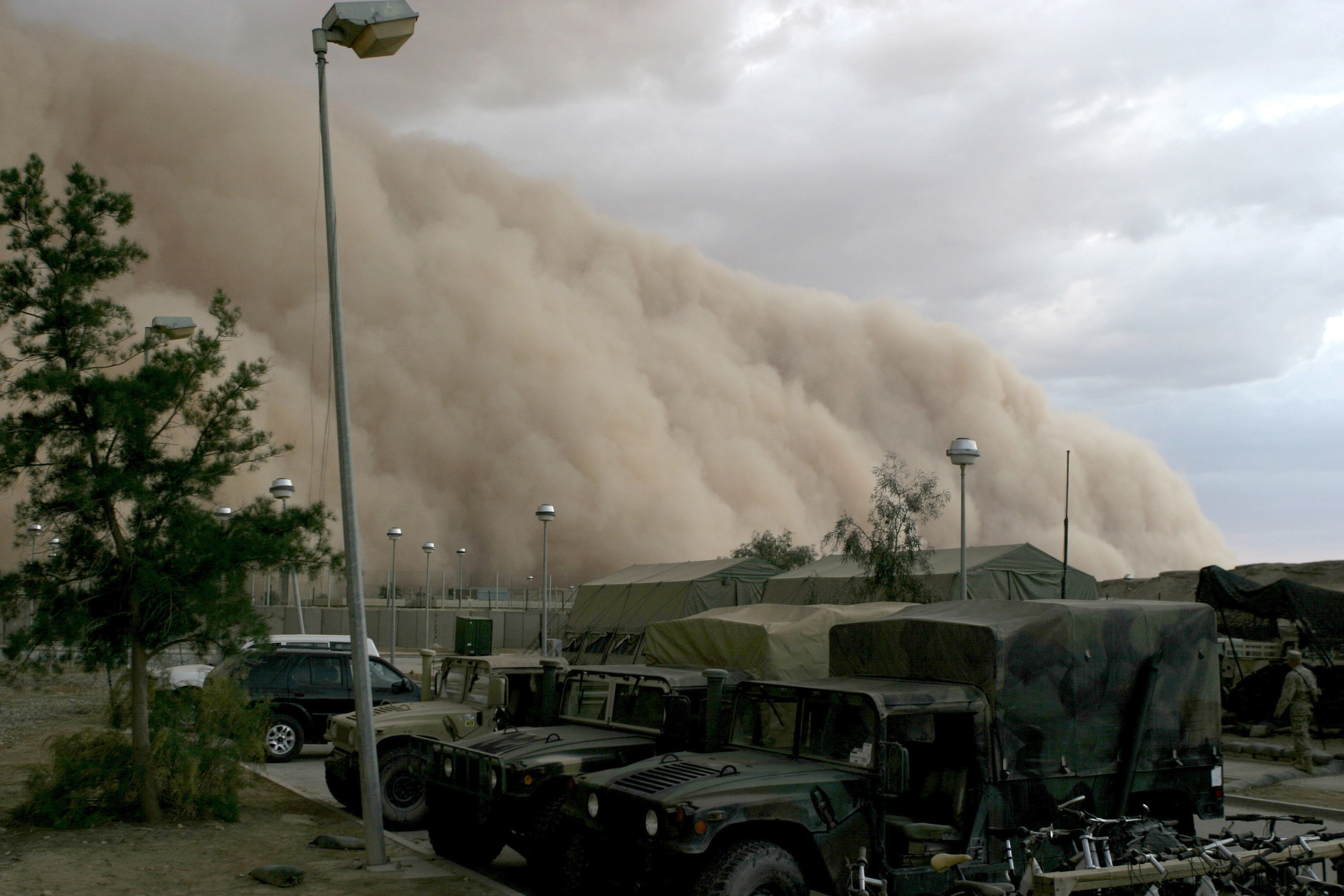
Песчаная буря в Ираке 27 апреля 2005 года.

Движение облака пыли из Африки через Атлантический океан к Антильским островам. Период с 13 по 21 июня 2001 года.

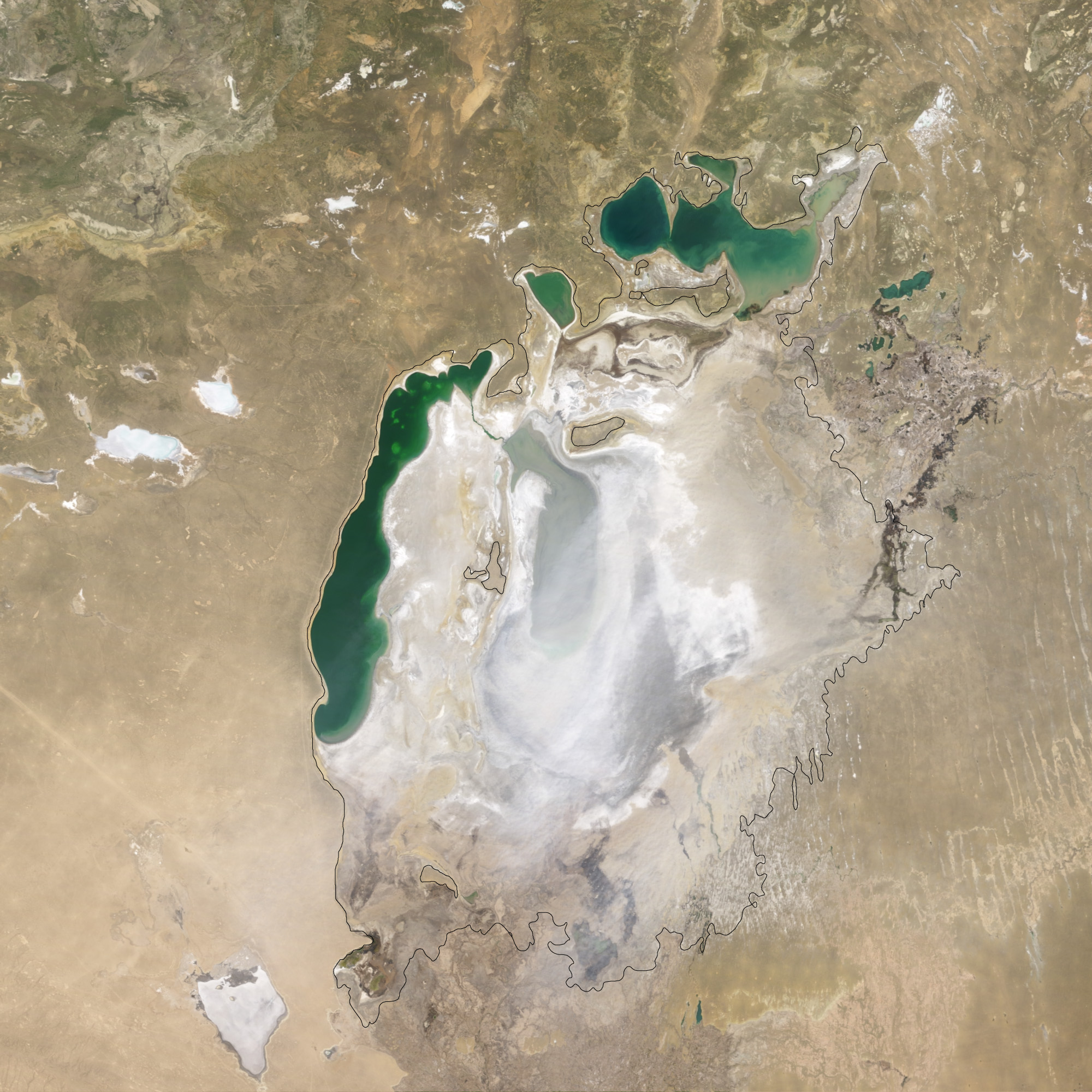
Аральское море в мае 2009 года. На месте Большого Аральского моря находится пустыня Аралкум, где происходит пыльная буря.

Пыльная (песчаная) буря — атмосферное явление в виде переноса больших количеств пыли (частиц почвы, песчинок) ветром с земной поверхности в слое высотой несколько метров со значительным ухудшением горизонтальной видимости. При этом наблюдается подъём пыли (песка) в воздух и одновременно оседание пыли на большой территории. В зависимости от цвета почвы в данном регионе, отдалённые предметы приобретают сероватый, желтоватый или красноватый оттенок. Возникает обычно при сухой поверхности почвы и скорости ветра 10 м/с и более.
Часто возникает в тёплое время года в пустынных и полупустынных регионах. Помимо «собственно» пыльной бури, в ряде случаев пыль из пустынь и полупустынь может длительное время удерживаться в атмосфере и достичь почти любой точки мира в виде пыльной мглы.
Реже пыльные бури возникают в степных регионах, очень редко — в лесостепных и даже лесных (в последних двух зонах пыльная буря чаще бывает летом при сильной засухе). В степных и (реже) лесостепных регионах обычно пыльные бури бывают ранней весной, после малоснежной зимы и засушливой осени, но иногда бывают даже зимой, в сочетании с метелями.
При превышении некоторого порога скорости ветра (зависящего от механического состава почвы и её влажности) частицы пыли и песка отрываются от поверхности и переносятся путём сальтации и суспензии, вызывая эрозию почвы.

## Критерии
В общей (неавиационной) метеорологии считается, что горизонтальная видимость при пыльной буре (на стандартном уровне 2 м над поверхностью земли) обычно составляет от 1 до 4 км (в ряде случаев может снижаться до нескольких сотен и даже до нескольких десятков метров).
Пыльный (песчаный) позёмок — перенос пыли (частиц почвы, песчинок) ветром с земной поверхности в слое высотой 0,5—2 м, не приводящий к значительному ухудшению видимости (если нет других атмосферных явлений, горизонтальная видимость на уровне 2 м составляет от 4 до 10 км, а иногда и более). Возникает обычно при сухой поверхности почвы и скорости ветра 6—9 м/с и более.
В авиационной метеорологии установлен более строгий критерий пыльной бури: принято указывать (при проведении метеорологических наблюдений и в прогнозах погоды) явление погоды «пыльная буря» при дальности видимости менее 1 км (обозначение DS в сводках METAR, TAF), а при дальности видимости от 1 до 4 км отмечается явление «низовая пыль» (обозначение BLDU в сводках METAR, TAF).

## География

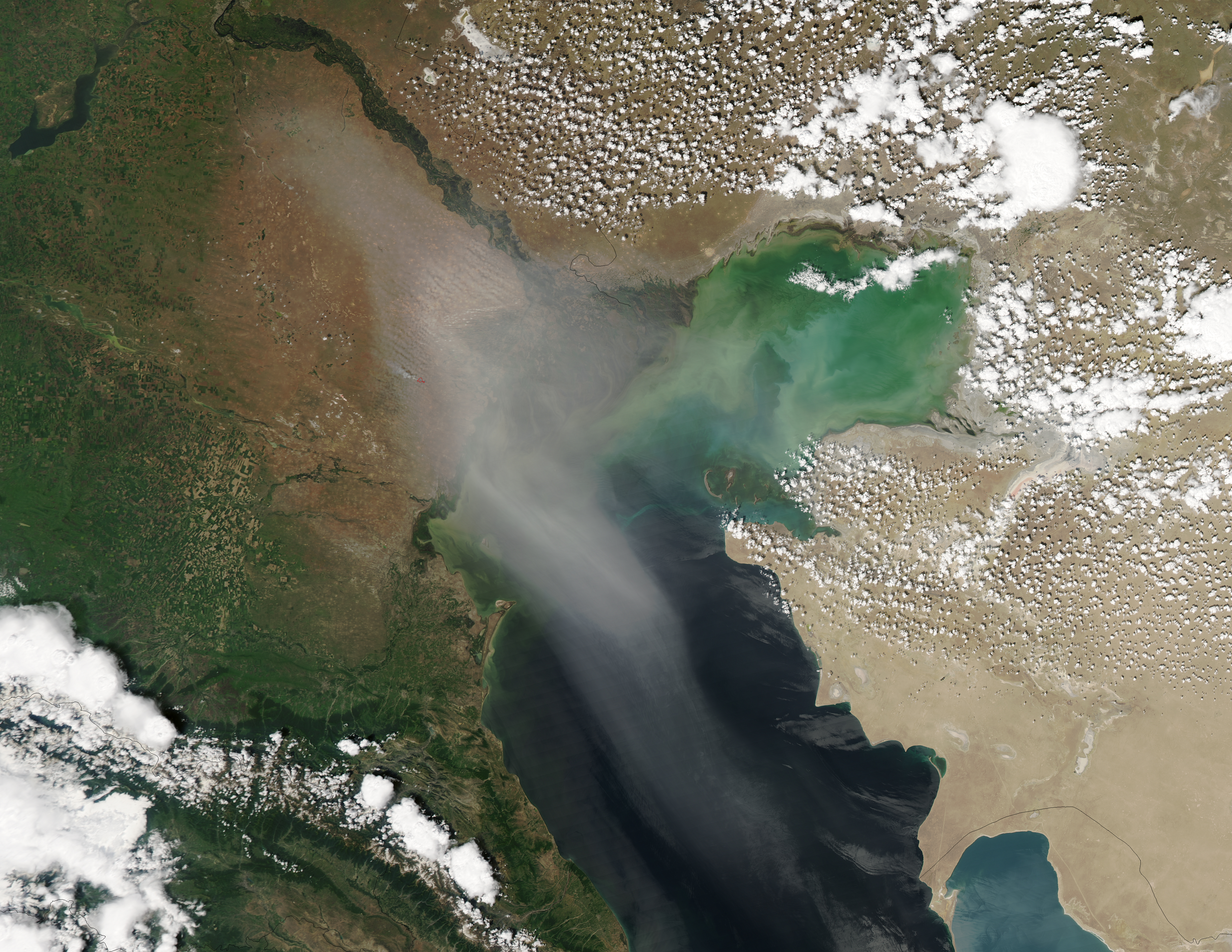
Пыльная буря над Каспийским морем

Основной ареал пыльных бурь — пустыни и полупустыни умеренной и тропической климатических зон обоих полушарий Земли.
Термин пыльная буря обычно используется при возникновении бури над глинистой и суглинистой почвой.
При возникновении бурь в песчаных пустынях (особенно в Сахаре, а также в Каракумах, Кызылкумах и т. д.), когда кроме мелких частиц, снижающих видимость, ветер также несёт над поверхностью миллионы тонн более крупных частиц песка, используется термин песчаная буря.
Большая повторяемость пыльных бурь отмечается в Приаралье и Прибалхашье (юг Казахстана), на побережьях Каспийского моря, в Западно-Казахстанской области, в Каракалпакстан и Туркменистан. В России пыльные бури чаще всего наблюдаются в Астраханской области, на востоке Волгоградской области, в Калмыкии, в Тыве, в Алтайском крае и в Забайкальском крае.
В длительные периоды засушливой погоды пыльные бури могут развиваться в степной и лесостепной зоне: в России — в Амурской области, Забайкальском крае, Бурятии, Туве, Алтайском крае, Новосибирской, Омской, Курганской, Челябинской, Оренбургской областях, Башкирии, Саратовской, Воронежской, Ростовской областях, Крыму, Краснодарском, Ставропольском крае, Астраханской области, Калмыкии, Волгоградской области; на территории Украины — в Луганской, Донецкой, Николаевской, Одесской и Херсонской областях; в северном, центральном и восточном Казахстане. Достаточно сильные пыльные бури каждый год бывают в Европейской части РФ. Особенно страдают от них Тверская, Ярославская и Костромская области. Основная причина этих бурь — сильный летний ветер и почти полное отсутствие уборки улиц в этих регионах, которое приводит к облакам пыли.
Пустыня Сахара и пустыни Аравийского полуострова являются основными источниками пыльной мглы в районе Аравийского моря, меньший вклад вносят Иран, Пакистан и Индия. Пыльные бури в Китае переносят пыль в Тихий океан. Экологи считают, что безответственное управление засушливыми регионами Земли, например игнорирование системы севооборота, приводит к увеличению площади пустынь и изменению климата на локальном и глобальном уровнях.

## Причины возникновения

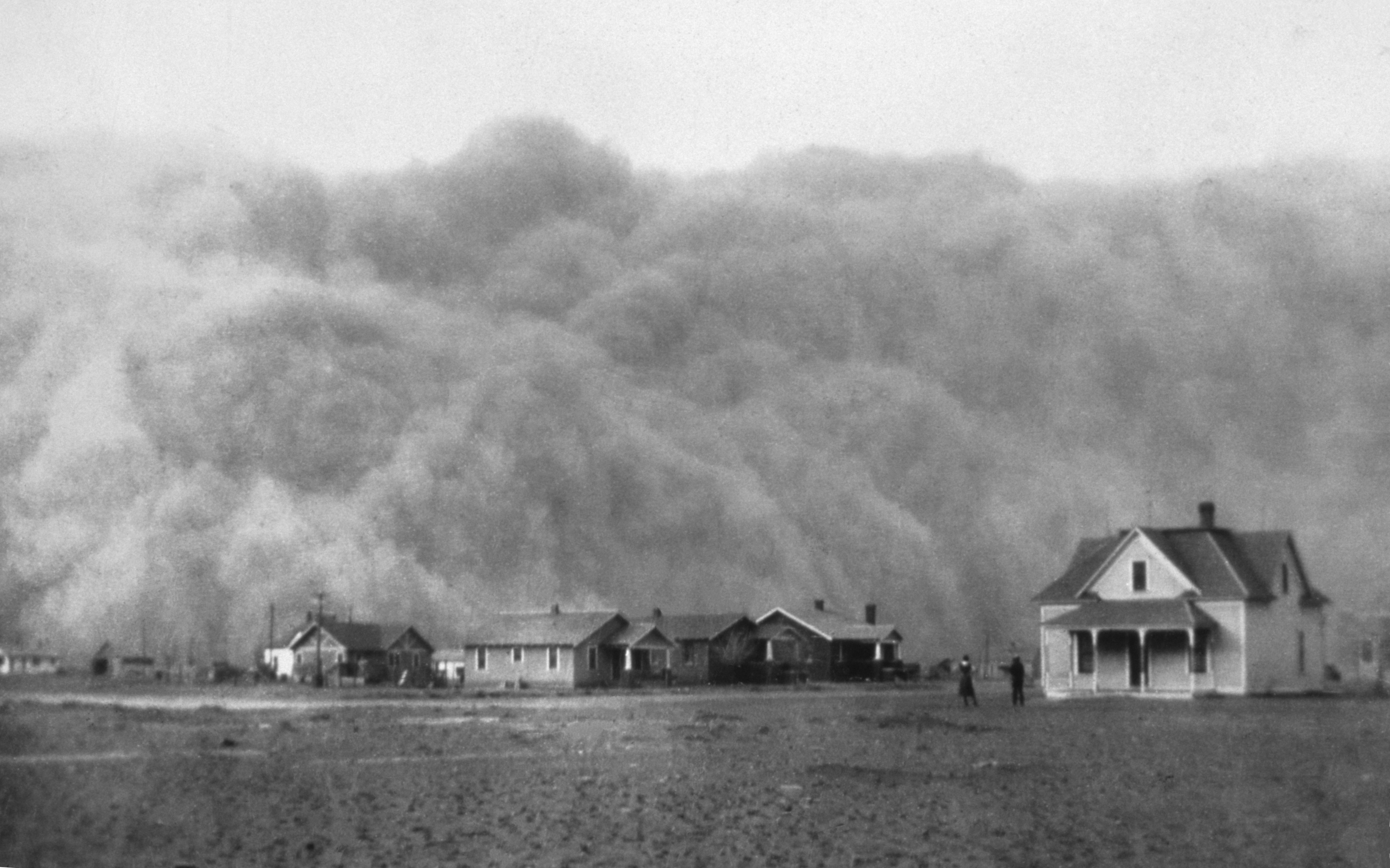
Пыльный котёл в США, начавшийся в 1935 году.

При увеличении силы потока ветра, проходящего над незакреплёнными частицами, последние начинают вибрировать, а затем «скакать». При повторяющихся ударах о землю эти частицы создают мелкую пыль, которая поднимается в виде суспензии.
Недавнее исследование предполагает, что начальная сальтация крупинок песка с помощью трения индуцирует электростатическое поле. Скачущие частицы обретают отрицательный электрический заряд, который освобождает ещё больше частиц. Такой процесс захватывает в два раза больше частиц, чем предсказывают предшествующие теории.
Частицы освобождаются в основном за счёт сухости почвы и усиления ветра. Фронты порывов ветра могут появляться из-за охлаждения воздуха в зоне грозы с дождём или сухого холодного фронта. После прохождения сухого холодного фронта конвективная неустойчивость тропосферы может способствовать развитию пыльной бури. В пустынных регионах пыльные и песчаные бури наиболее часто возникают вследствие грозовых нисходящих потоков и связанного с ними увеличения скорости ветра. Вертикальные размеры бури определяются стабильностью атмосферы и весом частиц. В некоторых случаях пыльные и песчаные бури могут быть ограничены относительно тонким слоем из-за эффекта температурной инверсии.

## Способы борьбы

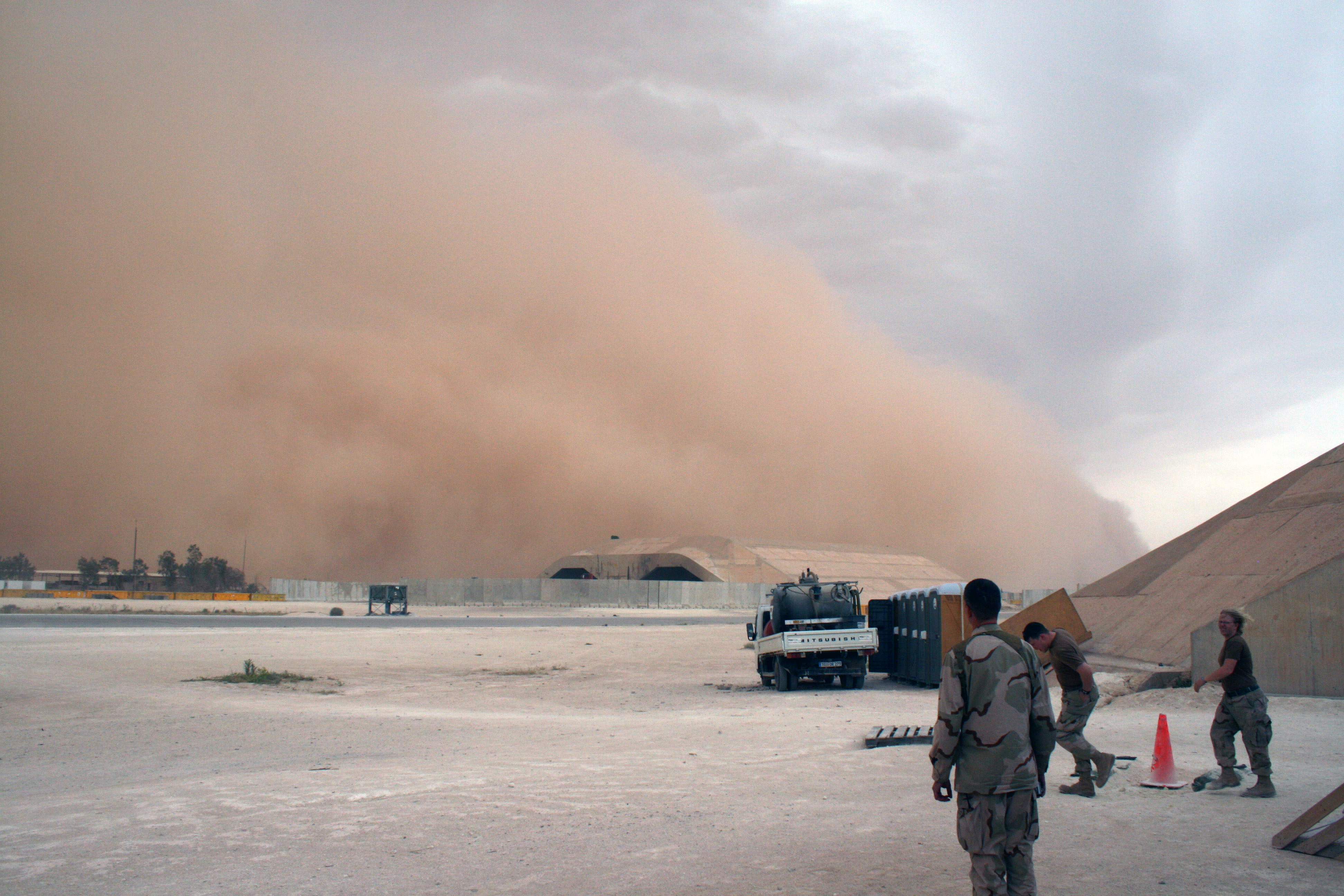

Для предотвращения и уменьшения эффектов пыльных бурь необходимо анализировать особенности местности — рельеф, микроклимат, направление господствующих ветров, и проводить мероприятия, способствующие уменьшению скорости ветра у поверхности и увеличивающие сцепление частиц почвы. Для снижения скорости ветра создаются системы лесополос и ветрозащитных кулис. Значительный эффект для повышения сцепления почвенных частиц дают оставленная стерня, безотвальная вспашка, почвозащитные севообороты с посевами многолетних трав, полосное чередование многолетних трав и посевов однолетних культур.

## Экологические последствия
Песчаные бури могут передвигать целые дюны и переносить огромные объёмы пыли, так что фронт бури может выглядеть как плотная стена пыли высотой до 1,6 км. Пыльные и песчаные бури, приходящие из пустыни Сахара также известны как самум, хамсин (в Египте и Израиле) и хабуб (в Судане).
Большое число пыльных бурь зарождается в Сахаре, особенно во впадине Боделе и в области схождения границ Мавритании, Мали и Алжира. За последние полвека (с 1950-х годов) пыльные бури Сахары увеличились примерно в 10 раз, вызвав уменьшение толщины верхнего слоя почвы в Нигере, Чаде, северной Нигерии и в Буркина-Фасо. В 1960-х годах в Мавритании произошло всего две пыльных бури, в настоящее время наблюдается по 80 бурь в год.
Пыль из Сахары переносится через Атлантический океан на запад. Сильный дневной нагрев пустыни создаёт в нижней части тропосферы неустойчивый слой, в котором распространяются частицы пыли. По мере переноса (адвекции) воздушной массы на запад над территорией Сахары, она продолжает нагреваться, а затем, выйдя на океанические просторы, проходит над более холодным и влажным атмосферным слоем. Такая температурная инверсия не даёт слоям перемешиваться и позволяет пыльному слою воздуха пересечь океан. Объём пыли, выдуваемой из Сахары в сторону Атлантического океана в июне 2007 года в пять раз больше, чем годом раньше, что может охладить воды Атлантики и немного уменьшить активность ураганов.

## Экономические последствия
Основной ущерб, наносимый пыльными бурями, состоит в уничтожении плодородного слоя почвы, что снижает её сельскохозяйственную продуктивность. Кроме того, абразивный эффект повреждает молодые растения. Другие возможные негативные последствия включают в себя: снижение видимости, влияющее на авиа- и автотранспорт; снижение количества солнечного света, достигающего поверхности Земли; эффект теплового «покрывала»; неблагоприятное воздействие на дыхательную систему живых организмов.
Пыль также может принести пользу в местах осаждения — сельва Центральной и Южной Америки получает большинство минеральных удобрений из Сахары, восполняется недостаток железа в океане, пыль на Гавайях помогает расти банановым культурам. На севере Китая и на западе США почвы с осадками древних бурь, называемые лёссом, очень плодородны, но также являются источником современных пылевых бурь, при нарушении связывающей почву растительности.

## Внеземные пыльные бури

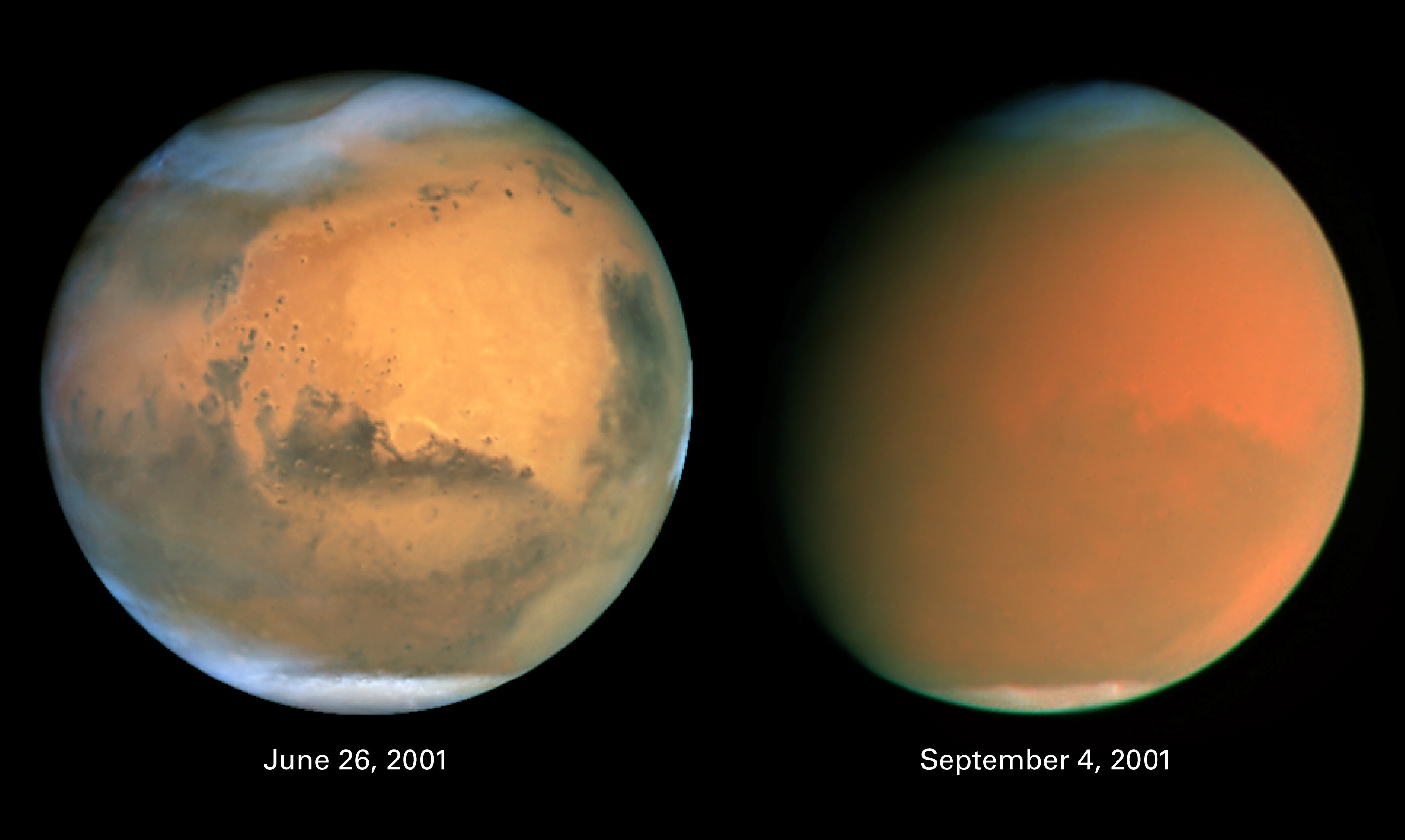
Марсианская пыльная буря

Сильная разница в температуре между ледовым панцирем и тёплым воздухом на краю южной полярной шапки Марса приводит к возникновению сильных ветров, которые поднимают огромные облака красно-коричневой пыли. Специалисты считают, что пыль на Марсе может играть ту же роль, что и облака на Земле — она поглощает солнечный свет и нагревает за счёт этого атмосферу.

## Известные пыльные и песчаные бури

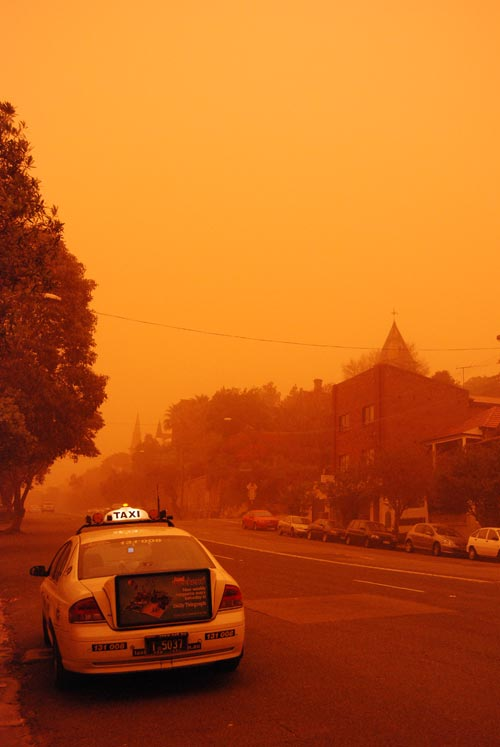
Пыльная буря в Австралии (Сентябрь 2009 года)

- По свидетельствам Геродота, в 525 году до н. э. во время песчаной бури в Сахаре погибло пятидесятитысячное войско персидского царя Камбиза II[11].
- В апреле 1928 года в степных и лесостепных областях Украины ветер поднял с площади 1 млн км² более 15 млн т чернозёма. Чернозёмная пыль была перенесена на запад и осела на площади 6 млн км² в Прикарпатье, в Румынии и в Польше. Высота облаков пыли достигла 750 м, мощность чернозёмного слоя в пострадавших областях Украины уменьшилась на 10—15 см[12].
- Серия пыльных бурь на территории США и Канады в период Пыльного котла (1930—1936) заставила переехать сотни тысяч фермеров.
- Во второй половине дня 8 февраля 1983 года сильнейшая пыльная буря, появившаяся на севере австралийского штата Виктория, накрыла город Мельбурн.
- В периоды многогодичных засух 1954—56, 1976—78 и 1987—91 годов на территории Северной Америки возникали интенсивные пылевые бури.
- Сильная пыльная буря 24 февраля 2007 года, появившаяся на территории западного Техаса в районе города Амарилло, накрыла всю северную часть штата. Сильный ветер причинил многочисленные повреждения заборам, крышам и даже некоторым зданиям. Также сильно пострадал международный аэропорт мегаполиса Даллас—Форт-Ворт, в больницу обращались люди с проблемами при дыхании.
- В июне 2007 года большая пыльная буря произошла в Карачи и на территории провинций Синд и Белуджистан, последовавшие за ней сильные дожди привели к смерти почти 200 человек[13].
- 26 мая 2008 года песчаная буря в Монголии привела к смерти 46 человек[14].
- 23 сентября 2009 года пыльная буря в Сиднее привела к перебоям в движении транспорта и вынудила сотни человек остаться дома. Свыше 200 человек обратились за врачебной помощью из-за проблем с дыханием[15].
- 5 июля 2011 года огромная песчаная буря накрыла город Финикс, столицу штата Аризона в США. Стихия привела к обрывам линий электропередач, пожару в центре города, парализовано авиасообщение[16].
- В начале сентября 2015 года беспрецедентная песчаная буря («шарав») пронеслась по значительной части Ближнего Востока и Северной Африке. Пострадали Египет, Израиль, Палестина, Иордания, Ливан, Сирия, Саудовская Аравия. Несколько человек погибло. В Мекке в результате непогоды на мечеть Аль-Харам обрушился кран, погибло более 100 человек[17].
- Вечером 9 мая 2016 года на город Иркутск обрушилась огромная пыльная буря, которая усилилась из-за действия опустившегося над городом дыма горящих близлежащих лесов.
- Штат Новый Южный Уэльс в Австралии накрыла[когда?] песчаная буря, из-за цветовой гаммы, пейзажи стали похожими на «марсианский ландшафт». По данным CGTN, шторм вызван мощной грозой и ливнями. По всему штату действует экстренное предупреждение о возможном внезапном наводнении. Особенно эффектно выглядело небо над городом Хиллстон. Оно стало красным из-за пыли, которая встала стеной над жилыми районами и полями.

## Галерея

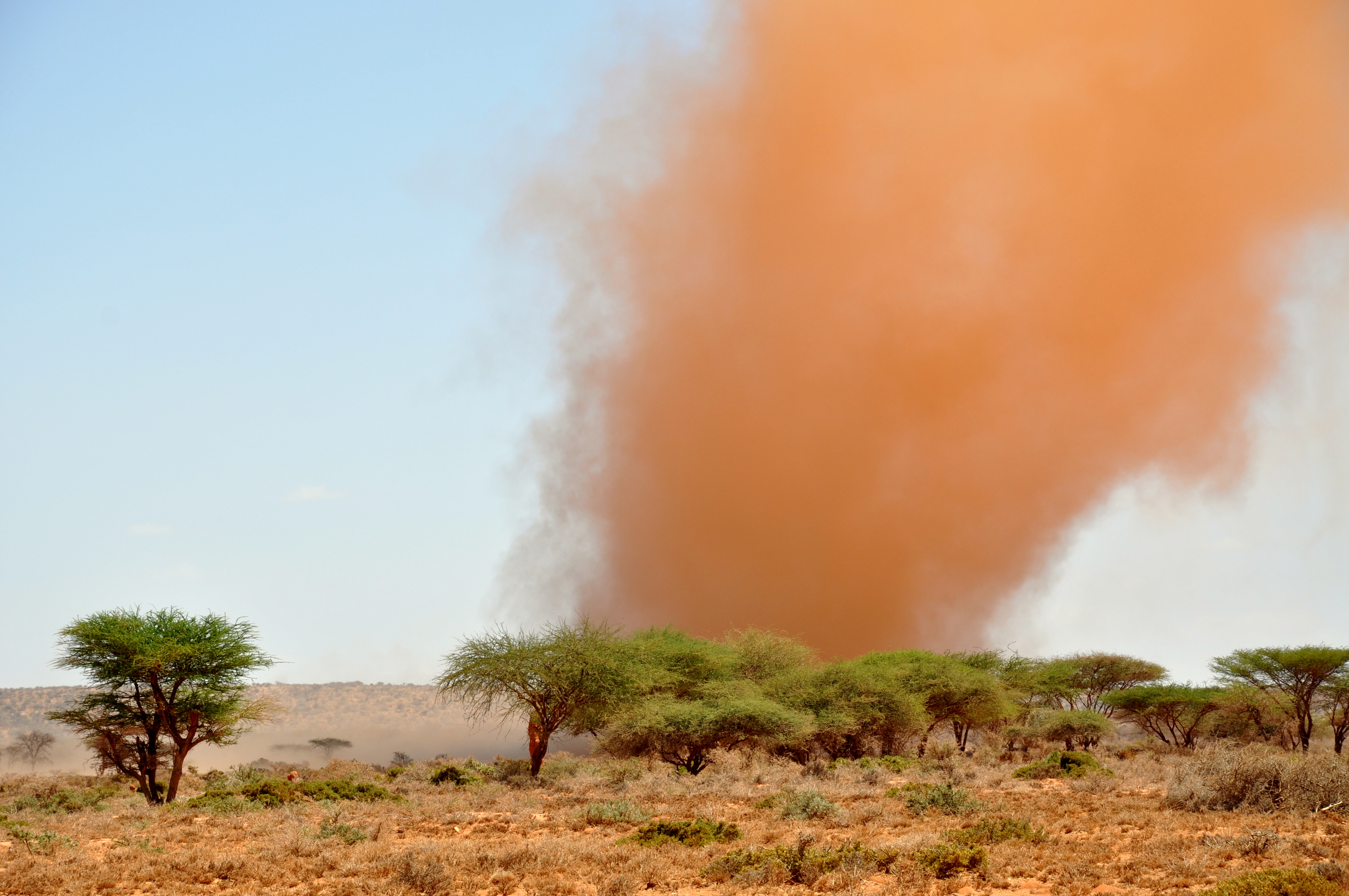
Сомалиленд во время засухи 2011 года